# 高橋品子
高橋 品子（たかはし しなこ、1865年11月4日〈慶応元年9月16日〉 - 1946年〈昭和21年〉5月31日）は、日本の第20代内閣総理大臣である高橋是清の妻（内閣総理大臣夫人）。

## 経歴
1865年（慶応元年）、原田金左衛門の長女として生まれる。実家は薩摩藩の技術商工の家系だったといわれている。
1890年（明治23年）ごろ、高橋是清と結婚。是清が鉱山経営に失敗し莫大な借金を背負ったときは、家屋敷を失い、品子も編み物の内職をするなどしていた。
1946年（昭和21年）、死去。